# Rattus hoogerwerfi
Rattus hoogerwerfi là một loài động vật có vú trong họ Chuột, bộ Gặm nhấm. Loài này được Chasen mô tả năm 1939.